# Sandalolitha boucheti
Espèce
Statut CITES
Sandalolitha boucheti est une espèce de coraux appartenant à la famille des Fungiidae.